# Ивановка (приток Хопра)
Ивановка (устар. Перевест) — река в России, протекает по Турковскому району Саратовской области. Устье реки находится в 734 км по правому берегу реки Хопёр. Длина реки составляет 11 км. Площадь водосборного бассейна — 84,3 км².
Протекает через село Перевесинка. Имеет правый приток — речку Каменка, в которую впадает водоток балки Каменный Мост. Оба ранее носили название Стретенка.

## Данные водного реестра
По данным государственного водного реестра России относится к Донскому бассейновому округу, водохозяйственный участок реки — Хопёр от истока до впадения реки Ворона, речной подбассейн реки — Хопер. Речной бассейн реки — Дон (российская часть бассейна).
Код объекта в государственном водном реестре — 05010200112107000005766.